# Арапов Микола Іванович
Мико́ла Іва́нович Ара́пов (16 серпня (28 серпня) 1866 — 15 листопада (28 листопада) 1914) — офіцер Російської імператорської армії початку ХХ століття, генерал-майор (на момент смерті — Генштабу полковник), Георгіївський кавалер, командир 15-го піхотного Шлісельбурзького полку.

## Життєпис
Народився 16 серпня (28 серпня) 1866 р., син генерал-лейтенанта Івана Андрійовича Арапова.
Закінчив Камишинське реальне училище і Тифліське піхотне юнкерське училище.
У квітні 1906 р. отримав чин полковника. З 3 липня 1911 р. — командир 15-го піхотного Шлісельбурзького полку.
Брав участь у боях в Східній Пруссії і Польщі. Був убитий 15 листопада (28 листопада) 1914 р. під сел. Соббота, похований на Петропавлівському кладовищі м. Чернігів.
Посмертно 8 квітня 1917 р. отримав звання генерал-майора.

## Нагороди

Надгробок на могилі Георгіївського кавалера, генерал-майора Миколи Арапова на Петропавлівському кладовищі, Чернігів.

- орден Св. Георгія IV ступеня (посмертно, 18.05.1915)
- орден Св. Володимира III ступеня з мечами (посмертно, 31.01.1915)
- орден Св. Анни II ступеня (11.05.1914)
- орден Св. Анни III ступеня (1903)
- орден Св. Станіслава II ступеня (28.02.1910, за 6.12.1909)
- орден Св. Станіслава III ступеня (1901)

## Родина
- дружина — Марія Маврикіївна Фридман (донька колезького радника, лютеранка, у 1915 р. перейшла у православ'я).